# Anochetus paripungens
Anochetus paripungens é uma espécie de formiga do gênero Anochetus, pertencente à subfamília Ponerinae.